# Alfred Alexander của Sachsen-Coburg và Gotha
Alfred Alexander của Sachsen-Coburg và Gotha (Alfred Alexander William Ernest Albert; 15 tháng 10 năm 1874 – 6 tháng 2 năm 1899), là người thừa kế và là con trai cả của Alfred của Sachsen-Coburg và Gotha và Mariya Aleksandrovna của Nga. Alfred Alexander qua đời ở tuổi 24 trong hoàn cảnh vẫn chưa được sáng tỏ.